# Трансгенез
Трансгенез — это процесс введения человеком либо природой чужеродного гена, называемого трансгеном, в живой организм. При этом организм получает свойства, которые он может передавать потомству.
Трансгенные организмы могут экспрессировать чужеродные гены, так как генетический код одинаков для всех живых организмов. Это означает, что последовательность ДНК будет кодировать одинаковую аминокислотную последовательность во всех организмах.